# 今宿インターチェンジ
今宿インターチェンジ（いまじゅくインターチェンジ）は、福岡県福岡市西区にある、西九州自動車道（福岡前原道路）のインターチェンジである。
福重方面の出入口のみのハーフICとなっている。天神方面と糸島半島方面との移動の際には、最寄のICとして利用される。

## 道路
- E35 西九州自動車道

## 接続する道路
- 国道202号

## 歴史
- 1998年（平成10年）9月26日：開通。
- 2014年（平成26年）3月20日 : ETC運用開始[1]。

## 料金所
入口
- レーン数 : 2
  - 拾六町出口専用（一般車に通行券を発券） : 1
  - 都市高速直通（通行券の発券なしでそのまま通過可能） : 1

拾六町で降りる場合、今宿からと前原方面からで料金が異なるため、一般車は通行券を受け取ることになっている（都市高速方面の場合は前原方面からでも通行料金が同一であり、またETC車の場合は入口処理も自動で行われるためそれぞれ通行券は不要である）。
かつてはレーンを一般車とETCに分けており、一般車全てが通行券を受け取れる形となっていた。しかし、通行券が不要な都市高速方面の一般車も通行券を発券して入口の停滞を招いていたため、都市高速方面の車を発券設備のないレーンに分離する形となった。
出口
- なし

## 周辺
- 今宿駅
- 福岡県西警察署
- 福岡西消防署
- 九州大学伊都キャンパス

## 隣
E35 西九州自動車道（福岡前原有料道路）
福岡西料金所 - 今宿IC - 周船寺IC